# Phare du Grand Harbour (est)
Le phare de Grand Harbour (est) ou phare Ricasoli est un phare situé au bout de la jetée du fort Ricasoli dans le port de La Valette sur l'île de Malte (république de Malte) en mer Méditerranée.

## Histoire
Le phare, construit en 1908, est situé devant la forteresse Ricasoli qui contrôle le Grand Harbour avec le fort Saint-Elme. Il est à la fin du brise-lames sur le côté est de l'entrée au Grand Port de La Valette.

## Description
Le phare est une tour en pierre de 9 m de haut, avec galerie et lanterne. La tour est en pierre non peinte et la lanterne est rouge. Il émet, à une hauteur focale de 11 m un bref éclat rouge chaque seconde. Sa portée est de 6 milles nautiques (environ 11 km).
Identifiant : ARLHS : MLT004 - Amirauté : E2064 - NGA : 10552 .
|                       |
| Le port de La Valette |

|                      |
| Le phare (jetée est) |

### Lien connexe
- Liste des phares de Malte